# 馬布爾山 (印第安納州)
馬布爾山（英語：Marble Hill）是位於美國印地安納州傑佛遜縣的一個非建制地區。該地的面積和人口皆未知。